# Province d'Owari
La province d'Owari (尾張国, Owari no kuni) est une ancienne province du Japon qui correspond à la moitié ouest de l'actuelle préfecture d'Aichi.
L'ancienne capitale d'Owari était située près d'Inazawa dans la partie ouest de la province. Deux des plus célèbres chefs de guerre de la période Sengoku, Nobunaga Oda et Hideyoshi Toyotomi, étaient originaires de la province d'Owari et Oda possédait le château de Kiyosu.
Ieyasu Tokugawa établit le shogunat Tokugawa dans son château de Nagoya et donna à l'un de ses fils le fief d'Owari, le plus grand fief des possessions du clan Tokugawa en dehors du shogunat lui-même.
Elle fut fusionnée en 1872 avec la province de Mikawa pour former l'actuelle préfecture d'Aichi.
Anciens clans japonais installés dans la province :
- clan Ikeda
- clan Niwa
- clan Sakuma
- clan Mikumo
- le clan Toki originaire de la province de Mino a contrôlé la province.